# Роздум
Твір-роздум — це зв'язний текст, у якому в логічній послідовності передано думки, міркування як доказ чи пояснення чогось, робляться відповідні висновки.
Основними ознаками такого твору є:
1. наявність провідної ідеї;
2. наявність тез;
3. достатність аргументації;
4. плановість, логічна послідовність розташування матеріалу в роботі.

Залежно від джерела збирання матеріалу розповіді, описи й роздуми поділяються на твори на матеріалі життєвого досвіду, власних спостережень, навколишнього життя, екскурсій, твори за картинами, кінофільмами тощо. У кожному з цих видів творів певною мірою поєднуються елементи розповіді, опису й роздуму.